# Trio

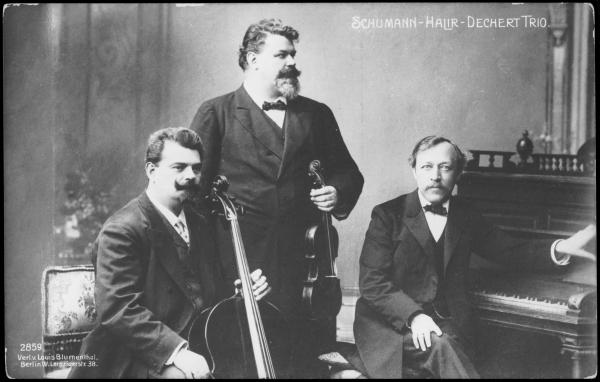
Il trio Schumann-Halir-Dechert (violino, violoncello e piano)

In musica, il termine trio viene usato per indicare:
- un gruppo formato da tre strumentisti e/o cantanti che si esibiscono assieme e la relativa composizione musicale (detta anche Terzetto);
- la parte di una canzone in cui cantano tre cantanti;
- la parte centrale di una composizione ternaria (minuetto). Il trio era originariamente suonato da tre soli esecutori, donde il nome.

## I Gruppi strumentali
Esistono diversi tipi di gruppi strumentali; tra questi, i più praticati sono:
- trio con pianoforte (violino, violoncello, pianoforte)
- trio d'archi (violino, viola, violoncello)
- trio con clarinetto (clarinetto, violino/viola, pianoforte)
- trio jazz (pianoforte, contrabbasso, batteria)
- power trio (chitarra elettrica, basso elettrico, batteria)

## Musica classica
Nella musica classica la formazione più consueta è costituita dal trio con pianoforte (violino, violoncello e pianoforte).
Durante il periodo barocco era molto più diffuso il trio d'archi formato da due violini e violoncello, poi sostituito nel periodo classico dal trio violino-viola-violoncello.
Esistono tuttavia anche altre formazioni, come ad esempio:
- trio con corno (violino, corno e pianoforte), per il quale Brahms scrisse la sua Op. 40
- trio di legni in diverse formazioni, con o senza pianoforte o tastiera
  - flauto, oboe e fagotto (per il quale ha scritto ad es. Vivaldi)
  - oboe, clarinetto e fagotto (trio di Heitor Villa-Lobos ecc.)
  - oboe, fagotto e pianoforte o tastiera (trio di Francis Poulenc)
  - clarinetto, fagotto e pianoforte (trio di Mikhail Glinka)
- trio di ottoni (corno, tromba e trombone), il più famoso dei quali è la Sonata per corno, tromba e trombone di Poulenc e diverse altre formazioni che combinano questi diversi strumenti.

## Musica rock
Nella musica rock la formazione più classica è costituita da chitarra, basso e batteria. Esistono comunque formazioni come Emerson Lake & Palmer, dove la chitarra è quasi sempre assente e viene sostituita dal pianoforte o dall'organo.
Questo genere di formazione permette di mettere in risalto il virtuosismo degli esecutori e dona una sensazione più acuita dell'improvvisazione. Uno dei più famosi rock trio fu quello costituito da Jimi Hendrix e uno dei più energici fu quello dei Motörhead al suo debutto. Altri trii musicali notevoli includono Rush, The Police e Nirvana.